# バスICカード (山梨交通)

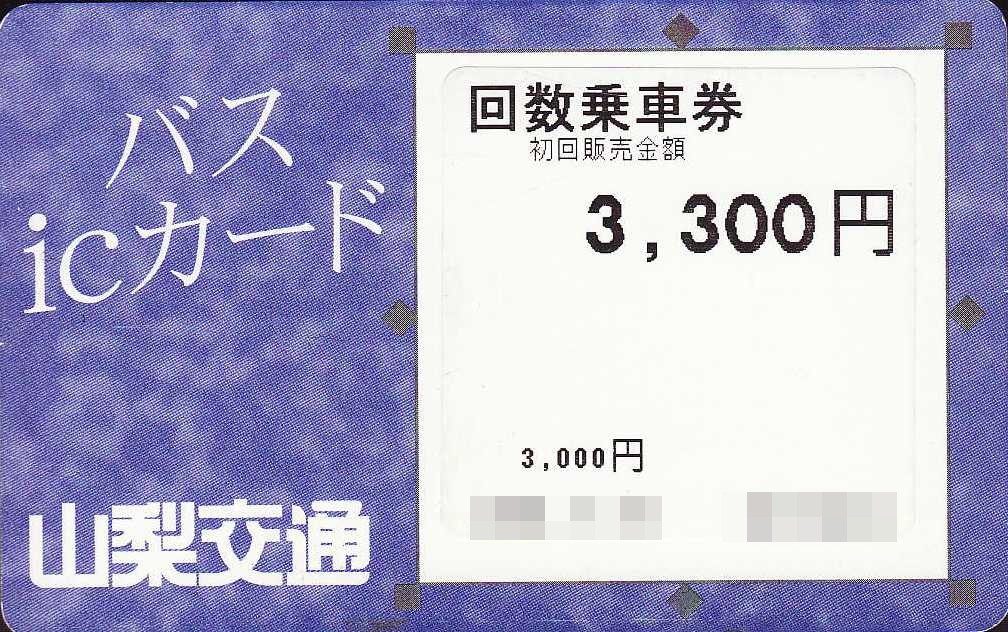
バスICカード（普通金額券）

バスICカードは、山梨交通グループが2000年2月28日に利用開始した非接触型IC乗車カードである。Felicaを搭載していた。当初からほぼ全社的な展開を前提に導入したのは、日本のバス事業者においては山梨交通が初めてである。2016年にPASMO導入により廃止された。廃止された当カードの払い戻しなどについては、後述する。
また本項では、2002年4月1日よりサービス開始したクレジットカード一体型の山梨交通OMCカードについても記述する。同社ではこれを「世界初の交通系ICカード一体型クレジットカード」としている。以下本項では「山梨交通OMCカード」については、愛称である「バスOMCカード」と記述する。

## 概要

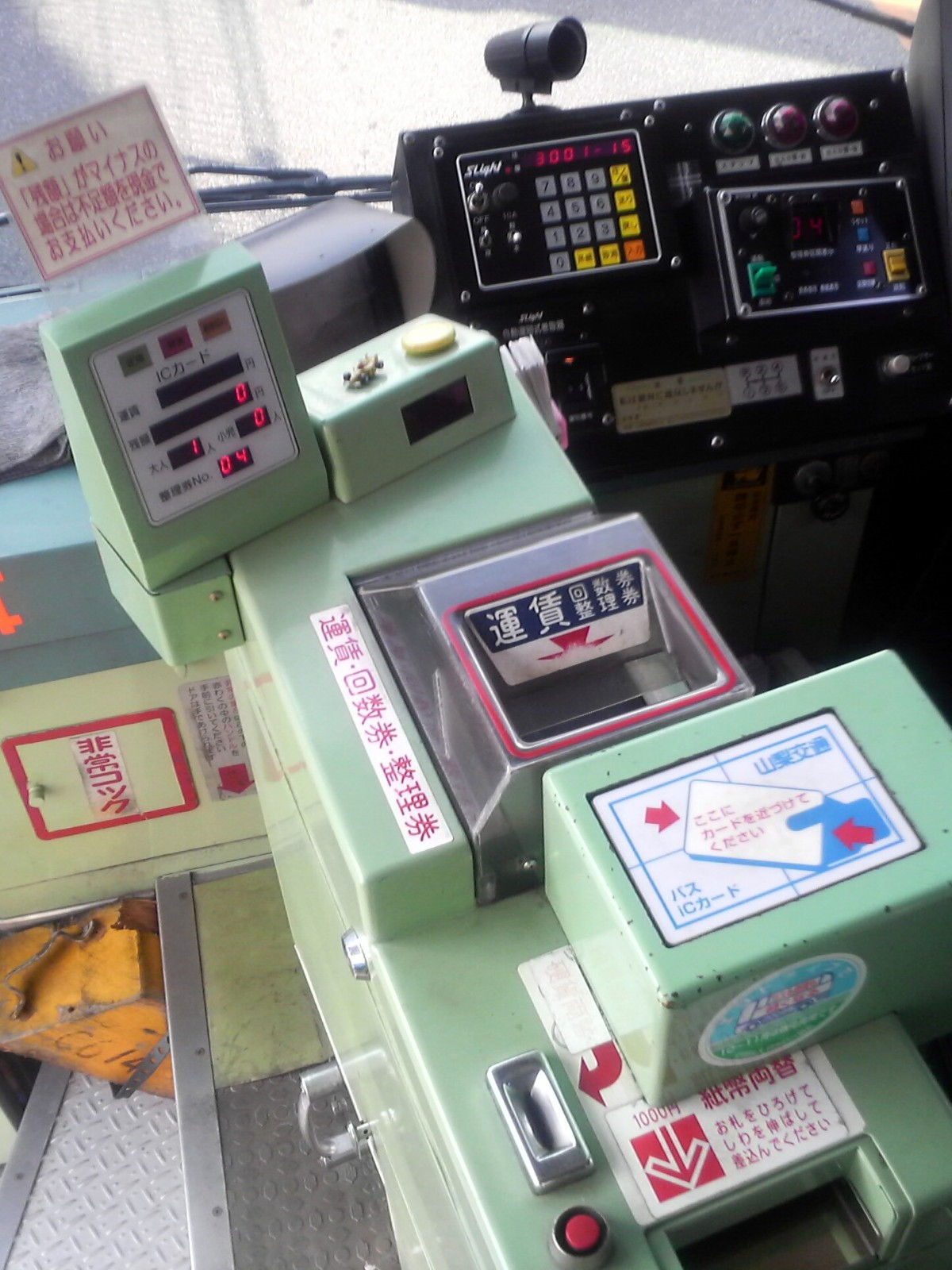
バス車内前方出口にある運賃箱とバスICカードリーダー・ライター

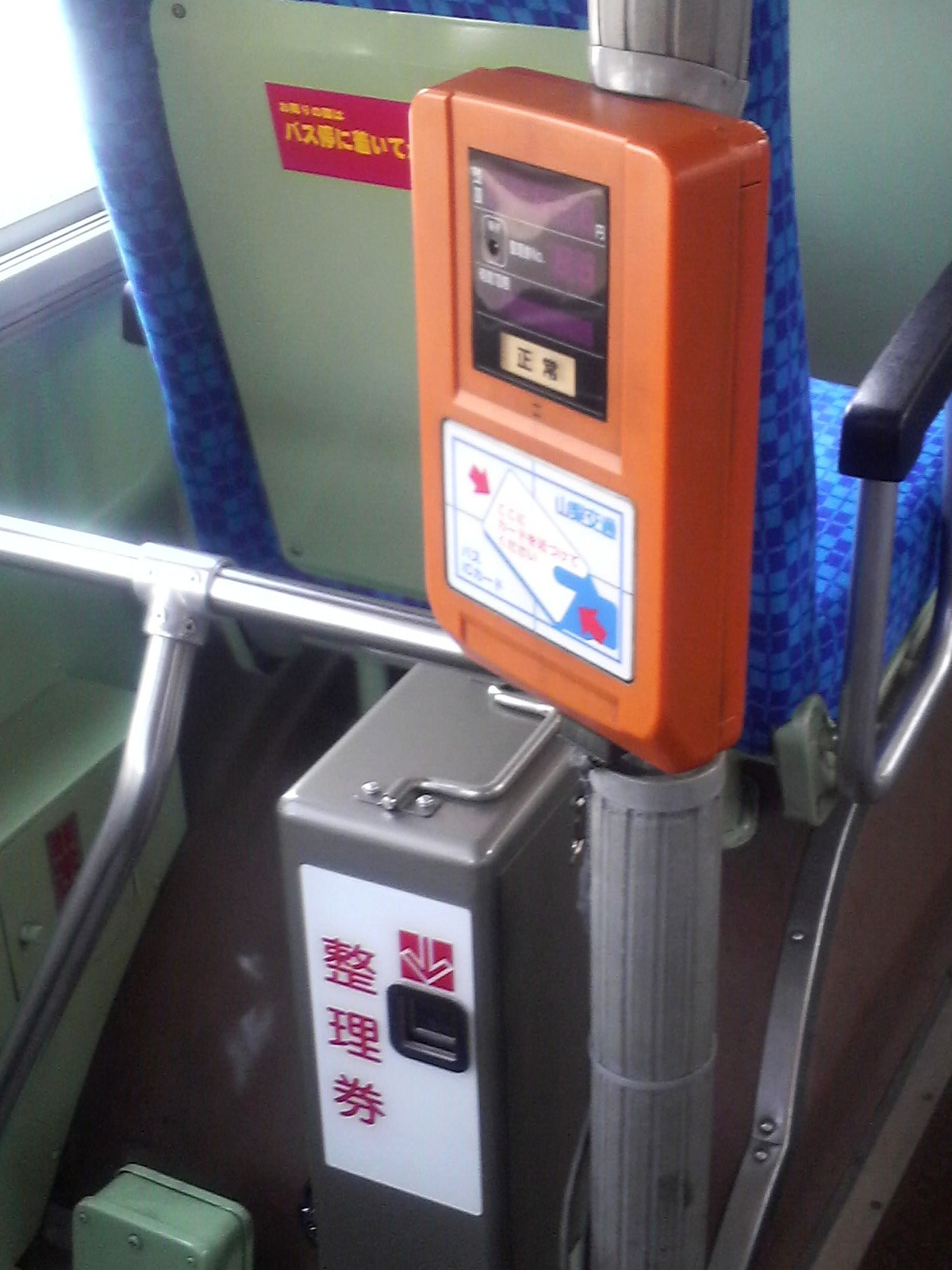
バス車内入口にあるバスICカードリーダー・ライター

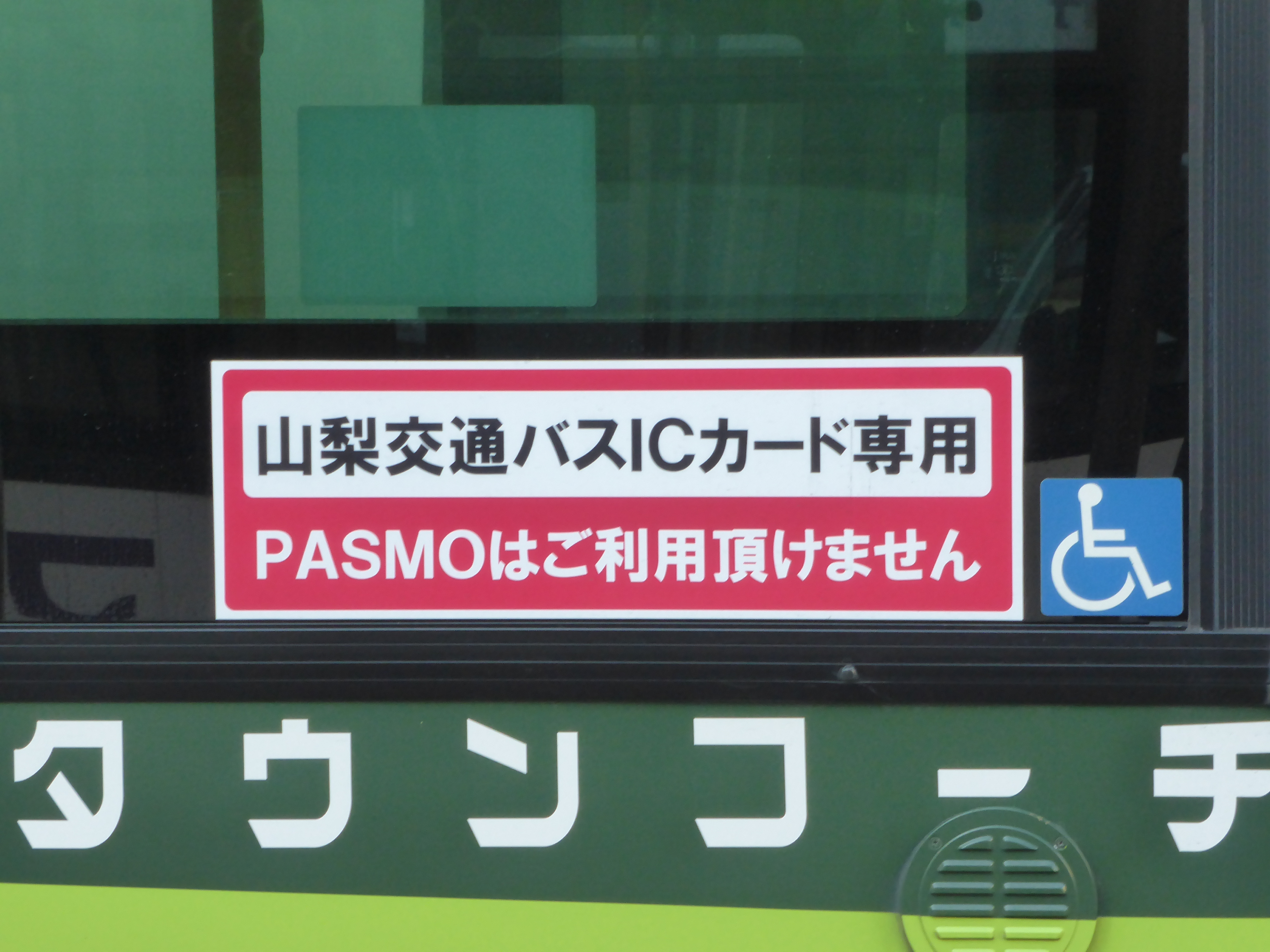
山交タウンコーチ所属車に貼付されていた「山梨交通バスICカード専用」ステッカー

それまでも他社において地域や路線を限定したバスICカードの導入例はあったが（乗車カード#ICカード乗車券の歴史を参照）、多区間運賃制で回数券と定期券を一体化した本格的バスICカードの導入としては日本初の事例となる。
山梨交通では、11枚綴りで10枚分の発売額の「普通回数券」、13枚綴りで10枚分の発売額の「買物回数券」が存在した。しかし券種が10円刻みであったため、発売券種が多くなり管理上非常に煩雑であった。そこで同社では定期券と回数券の機能を一体にした上で、バスICカードの導入を行うことで券種の統合を図るとともに、乗り継ぎ割引などの設定によりバス利用者増を図ったものである。
当初はデポジットは設定されていなかったが、利用状況や他社の動向を鑑みて、2002年の発売分からはデポジット分として500円が設定されている。
2006年発行の社史によれば、現在収入の30 - 40%程度がバスICカード利用分であり、またシステム導入後、バス利用者は減少傾向から横這い状態へ「下げ止まり」となる傾向が見られたという。
山梨交通のバスICカードはFelicaを搭載しているが、PASMO・Suica等の交通系ICカードとシステムの互換性がなく、相互利用はできない。
高速バス、定期観光バスでは利用できない。また広河原線でも利用できない（紙式回数券のみ利用できた）。過去に高速バスの入出庫を客扱いしていた、甲府駅 - 敷島営業所の快速バスでも利用できなかった。ただし中央高速バス甲府 - 新宿線ではPASMO・Suicaが利用できる。
長崎自動車など長崎県内10社局が参加した長崎スマートカードの導入にあたっては、山梨交通のバスICカードが参考にされた。

### 利用可能な事業者
下記事業者の一般路線（廃止代替路線を含む）で利用可能だった。
- 山梨交通 - PASMOへの切り替えにより、2015年11月30日をもって廃止。
- 山交タウンコーチ - PASMOへの切り替えにより、2016年12月11日をもって廃止。

## 沿革
- 1998年 - 導入計画を開始、基本的な機能について検討。三陽電気製作所（現:レシップ）とNTTデータと共同で着手。
- 1999年
  - 7月 - バスICカードのシステム開発開始。
  - 10月 - 山宮循環線等で1ヶ月にわたり、モニターによる実証試験を行なう。
- 2000年
  - 2月28日 - 山梨県内の山梨交通本体の一般路線バス全車両において導入、使用開始。
  - 7月31日 - 山梨県内の廃止代替バス路線全車両において導入、使用開始。
- 2001年7月31日 - バスICカード導入全車両において、車内でのチャージを開始。
- 2002年4月1日 - バスOMCカードの運用を開始。
- 2003年8月4日 - 静岡県内の一般路線バス全車両において導入、使用開始。
- 2015年
  - 2月 - 山梨県からの補助金を活用し、山梨交通が2015年度後半を目処に、路線バスにPASMO・Suicaなどの交通系ICカードを導入することを山梨日日新聞が報道する[3]。
  - 8月5日 - 山梨交通でPASMOを導入することを正式に発表。
  - 11月30日 - PASMO導入に伴う切替工事のため、山梨交通が直轄する40路線86系統での運用を終了。なお、山交タウンコーチが管轄する19路線33系統に関しては、引き続き使用可能。
  - 12月7日 - 山梨交通が直轄する40路線86系統でPASMOを導入。
- 2016年
  - 12月5日 - 山梨県内の山交タウンコーチでPASMOを導入[4]。
  - 12月11日 - 山交タウンコーチでのバスICカード運用を終了[4]。
  - 12月12日 - 静岡県内の山交タウンコーチバスでPASMOを導入[4]。
- 2021年12月11日 - この日をもって山梨交通バスICカード払い戻し扱いを終了[5]。

## 種類

### 定期券カード
いずれのカードも回数券機能を付加することは可能。500円のデポジット料金が上乗せされた。デポジットはカード返却時に返金される。
- 一般定期券
- 学生定期券
- ゴールド定期券

### 回数券カード
いずれのカードにも、500円のデポジット料金が上乗せされた。デポジットはカード返却時に返金される。

### 普通金額券（割引率9.1%）
- 1,000円（チャージのみ。1,100円分利用可能）
- 3,000円（3,300円分利用可能)
- 5,000円（5,500円分利用可能）
- 10,000円（11,000円分利用可能）

### 買い物金額券（割引率23%）
- 1,000円（チャージのみ。1,300円分利用可能）
- 3,000円（3,900円分利用可能）
- 5,000円（6,500円分利用可能）
- 10,000円（13,000円分利用可能）

### バスOMCカード
交通系ICカードと国際ブランドのクレジットカード（マスターカード）を一体化したもので、山梨交通では「世界で初めて」としている。OMCカードとの提携カードで、定期券・回数券カードの機能を併せ持つが、定期券なしでも発行可能。年会費は無料。
発行時には回数券のチャージはされていないため、発行後にチャージするか、手持ちの回数券カードの残額を移行する必要がある。本カードにはデポジットは設定されていないので、回数券カードから残額を移行した場合、回数券カードのデポジットは返却される。クレジットカードでの回数券チャージは窓口のみ可能。リボルビング払いも選択できる。
クレジットカードのため有効期限があり、更新のたびに残額移行が必要である。回数券の種類を変更する場合はカード切替扱いとなるが、この際も残額移行が必要となった。
学生定期券用には家族カードを発行する。家族カードは、クレジットカード機能はバス定期・回数券の購入以外に使用できず、発行は中学生以上に限られた。

## 利用方法

### 乗車・積み増し
乗車時
乗降口のカードリーダーにICカードをかざす（タッチする必要はない）。「ピッ」と発信音がして、残額と整理券番号が表示される。整理券は不要である。
降車時
降車口の運賃箱上のカードリーダーにICカードをかざす（タッチする必要はない）。「ピッ」と発信音がして、運賃額・残額・整理券番号が表示される。定期券カードにおいて、定期券通用区間内の場合は、有効期限と券種が英語表記で表示される。
積み増し
バス営業所等の窓口、バス車内で積み増し（チャージ）が可能。バスOMCカードの場合、窓口ではクレジットカード決済も可能。チャージ金額100円あたり1ポイントが加算される。次回チャージの際に、1ポイント3円に換算してチャージ利用分に上乗せされた。

### 乗り継ぎ割引
1時間以内に乗り継いだ場合、次のバスの運賃から30円（小児運賃の場合は20円）割引となった。ただし、乗り継ぎ後のバスの運賃が100円の場合は対象外であった。
- 初回運賃100円→乗り継ぎ後運賃200円：カードからの引き去り額は100円+170円=270円
- 初回運賃200円→乗り継ぎ後運賃100円：カードからの引き去り額は200円+100円=300円

## 払戻し場所
- 公式ページ「払戻し場所」を参照。